# Vauvillers (Somme)
Vauvillers é uma comuna francesa na região administrativa de Altos da França, no departamento de Somme. Estende-se por uma área de 6,22 km². Em 2010 a comuna tinha 241 habitantes (densidade: 38,7 hab./km²).